# Scenopinus chico
Scenopinus chico är en tvåvingeart som beskrevs av Kelsey 1969. Scenopinus chico ingår i släktet Scenopinus och familjen fönsterflugor. Inga underarter finns listade i Catalogue of Life.